# Wereldkampioenschappen noords skiën 2011
De wereldkampioenschappen noords skiën 2011 werden van 24 februari tot en met 6 maart 2011 gehouden in Oslo.

## Wedstrijdschema
| Februari/Maart     | 23 | 24 | 25 | 26 | 27 | 28 | 1 | 2 | 3 | 4 | 5 | 6 | T  |
| ------------------ | -- | -- | -- | -- | -- | -- | - | - | - | - | - | - | -- |
| Langlaufen         | Q  | 2  |    | 1  | 1  | 1  | 1 | 2 | 1 | 1 | 1 | 1 | 12 |
| Noordse combinatie |    |    |    | 1  |    | 1  |   | 1 |   | 1 |   |   | 4  |
| Schansspringen     |    |    | 1  | 1  | 1  |    |   | Q | 1 |   | 1 |   | 5  |
| Finales            | 0  | 2  | 1  | 3  | 2  | 2  | 1 | 3 | 2 | 2 | 2 | 1 | 21 |

## Medailles

### Langlaufen

#### Mannen
| Onderdeel           | Goud                                                                    | Goud | Zilver                                                          | Zilver | Brons                                                    | Brons |
| ------------------- | ----------------------------------------------------------------------- | ---- | --------------------------------------------------------------- | ------ | -------------------------------------------------------- | ----- |
| Sprint              | Marcus Hellner                                                          | SWE  | Petter Northug                                                  | NOR    | Emil Jönsson                                             | SWE   |
| 15 km klassiek      | Matti Heikkinen                                                         | FIN  | Eldar Rønning                                                   | NOR    | Martin Johnsrud Sundby                                   | NOR   |
| 30 km achtervolging | Petter Northug                                                          | NOR  | Maksim Vylegsjanin                                              | RUS    | Ilja Tsjernoesov                                         | RUS   |
| 50 km vrije stijl   | Petter Northug                                                          | NOR  | Maksim Vylegsjanin                                              | RUS    | Tord Asle Gjerdalen                                      | NOR   |
|                     |                                                                         |      |                                                                 |        |                                                          |       |
| Teamsprint          | Devon Kershaw Alex Harvey                                               | CAN  | Petter Northug Ola Vigen Hattestad                              | NOR    | Aleksandr Panzjinski Nikita Krjoekov                     | RUS   |
| 4×10 km estafette   | Martin Johnsrud Sundby Eldar Rønning Tord Asle Gjerdalen Petter Northug | NOR  | Daniel Richardsson Johan Olsson Anders Södergren Marcus Hellner | SWE    | Jens Filbrich Axel Teichmann Franz Göring Tobias Angerer | GER   |

#### Vrouwen
| Onderdeel           | Goud                                                                 | Goud | Zilver                                                                | Zilver | Brons                                                                     | Brons |
| ------------------- | -------------------------------------------------------------------- | ---- | --------------------------------------------------------------------- | ------ | ------------------------------------------------------------------------- | ----- |
| Sprint              | Marit Bjørgen                                                        | NOR  | Arianna Follis                                                        | ITA    | Petra Majdič                                                              | SLO   |
| 10 km klassiek      | Marit Bjørgen                                                        | NOR  | Justyna Kowalczyk                                                     | POL    | Aino-Kaisa Saarinen                                                       | FIN   |
| 15 km achtervolging | Marit Bjørgen                                                        | NOR  | Justyna Kowalczyk                                                     | POL    | Therese Johaug                                                            | NOR   |
| 30 km vrije stijl   | Therese Johaug                                                       | NOR  | Marit Bjørgen                                                         | NOR    | Justyna Kowalczyk                                                         | POL   |
|                     |                                                                      |      |                                                                       |        |                                                                           |       |
| Teamsprint          | Ida Ingemarsdotter Charlotte Kalla                                   | SWE  | Aino-Kaisa Saarinen Krista Lähteenmäki                                | FIN    | Maiken Caspersen Falla Astrid Jacobsen                                    | NOR   |
| 4×5 km estafette    | Vibeke Skofterud Therese Johaug Kristin Størmer Steira Marit Bjørgen | NOR  | Ida Ingemarsdotter Anna Haag Britta Johansson Norgren Charlotte Kalla | SWE    | Pirjo Muranen Aino-Kaisa Saarinen Riitta-Liisa Roponen Krista Lähteenmäki | FIN   |

### Noordse combinatie
| Onderdeel                | Goud                                                       | Goud | Zilver                                                      | Zilver | Brons                                                  | Brons |
| ------------------------ | ---------------------------------------------------------- | ---- | ----------------------------------------------------------- | ------ | ------------------------------------------------------ | ----- |
| Gundersen normale schans | Eric Frenzel                                               | GER  | Tino Edelmann                                               | GER    | Felix Gottwald                                         | AUT   |
| Gundersen grote schans   | Jason Lamy-Chappuis                                        | FRA  | Johannes Rydzek                                             | GER    | Eric Frenzel                                           | GER   |
|                          |                                                            |      |                                                             |        |                                                        |       |
| Team normale schans      | David Kreiner Bernhard Gruber Felix Gottwald Mario Stecher | AUT  | Johannes Rydzek Eric Frenzel Björn Kircheisen Tino Edelmann | GER    | Mikko Kokslien Håvard Klemetsen Jan Schmid Magnus Moan | NOR   |
| Team grote schans        | Bernhard Gruber David Kreiner Felix Gottwald Mario Stecher | AUT  | Johannes Rydzek Eric Frenzel Björn Kircheisen Tino Edelmann | GER    | Mikko Kokslien Håvard Klemetsen Jan Schmid Magnus Moan | NOR   |

### Schansspringen

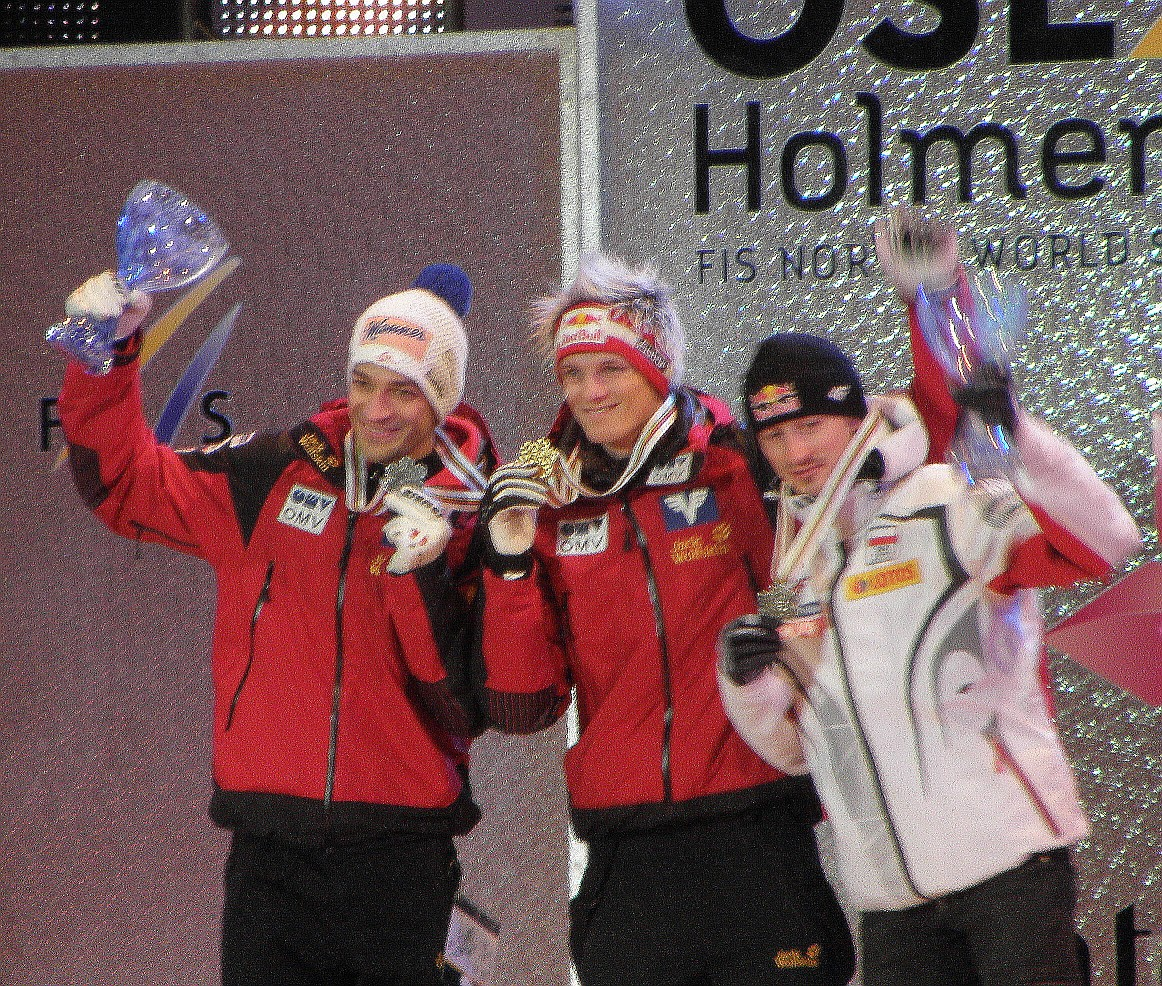
Het podium van de kleine schans bij de mannen

#### Mannen
| Onderdeel           | Goud                                                                | Goud | Zilver                                                      | Zilver | Brons                                                          | Brons |
| ------------------- | ------------------------------------------------------------------- | ---- | ----------------------------------------------------------- | ------ | -------------------------------------------------------------- | ----- |
| Normale schans      | Thomas Morgenstern                                                  | AUT  | Andreas Kofler                                              | AUT    | Adam Małysz                                                    | POL   |
| Grote schans        | Gregor Schlierenzauer                                               | AUT  | Thomas Morgenstern                                          | AUT    | Simon Ammann                                                   | SUI   |
|                     |                                                                     |      |                                                             |        |                                                                |       |
| Team normale schans | Gregor Schlierenzauer Martin Koch Andreas Kofler Thomas Morgenstern | AUT  | Anders Jacobsen Bjørn Einar Romøren Anders Bardal Tom Hilde | NOR    | Martin Schmitt Michael Neumayer Michael Uhrmann Severin Freund | GER   |
| Team grote schans   | Gregor Schlierenzauer Martin Koch Andreas Kofler Thomas Morgenstern | AUT  | Anders Jacobsen Johan Remen Evensen Anders Bardal Tom Hilde | NOR    | Peter Prevc Jurij Tepeš Jernej Damjan Robert Kranjec           | SLO   |

#### Vrouwen
| Onderdeel      | Goud             | Goud | Zilver            | Zilver | Brons         | Brons |
| -------------- | ---------------- | ---- | ----------------- | ------ | ------------- | ----- |
| Normale schans | Daniela Iraschko | AUT  | Elena Runggaldier | ITA    | Coline Mattel | FRA   |

### Medailleklassement
| Plaats | Land        | Goud | Zilver | Brons | Totaal |
| 1      | Noorwegen   | 8    | 6      | 6     | 20     |
| 2      | Oostenrijk  | 7    | 2      | 1     | 10     |
| 3      | Zweden      | 2    | 2      | 1     | 5      |
| 4      | Duitsland   | 1    | 4      | 3     | 8      |
| 5      | Finland     | 1    | 1      | 2     | 4      |
| 6      | Frankrijk   | 1    | 0      | 1     | 2      |
| 7      | Canada      | 1    | 0      | 0     | 1      |
| 8      | Polen       | 0    | 2      | 2     | 4      |
| 8      | Rusland     | 0    | 2      | 2     | 4      |
| 10     | Italië      | 0    | 2      | 0     | 2      |
| 11     | Slovenië    | 0    | 0      | 2     | 2      |
| 12     | Zwitserland | 0    | 0      | 1     | 1      |
| Totaal | Totaal      | 21   | 21     | 21    | 63     |